# Hu Hanmin
Pour les articles homonymes, voir Hu.
Dans ce nom chinois, le nom de famille, Hu, précède le nom personnel.

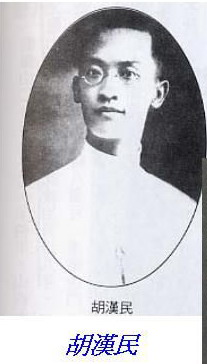
Hu Hanmin.

Hu Hanmin ou Hu Han-min (chinois traditionnel : 胡漢民; chinois simplifié : 胡汉民), né le 9 décembre 1879 à Panyu (Guangdong, Chine), mort le 12 mai 1936 dans le Guangdong, est un homme politique chinois, l'un des premiers dirigeants du Kuomintang.

## Biographie
Étudiant au Japon à partir de 1902, il y fait la connaissance de Sun Yat-sen, Song Jiaoren et Wang Jingwei, et rejoint le mouvement révolutionnaire du Tongmenghui. De 1907 à 1910, de retour en Chine, il participe à plusieurs tentatives de soulèvement contre l'empire du Grand Qing. Lors de la révolution de 1911, il devient gouverneneur du Guangdong et secrétaire du gouvernement provisoire.  
La répression exercée par Yuan Shikai contre le Kuomintang en 1913 force cependant Hu Hanmin et Sun Yat-sen à s'exiler au Japon. De retour en Chine, Hu Hanmin participe au gouvernement de Sun Yat-sen à Guangzhou de 1917 à 1921. En 1924, il entre au comité central du Kuomintang. À la mort de Sun Yat-sen en 1925, Hu Hanmin est l'une des trois principales figures du Kuomintang, avec Wang Jingwei et Liao Zhongkai. Lors de l'assassinat de ce dernier, Hu Hanmin est temporairement soupçonné et arrêté.
Lors de la rupture avec les communistes, Hu Hanmin soutient Tchang Kaï-chek. Il devient ensuite président du Yuan (parlement) dans le gouvernement central de Nankin et Tchang lui laisse la tête du Comité exécutif central du Kuomintang. En 1931, en désaccord avec Tchang sur le projet de constitution, il est cependant arrêté et placé aux arrêts domiciliaires. Relâché peu après grâce aux pressions exercées par ses alliés sur Tchang Kaï-chek, il s'établit à nouveau dans le sud de la Chine, où il organise sa faction pour résister à la fois aux communistes chinois, à l'expansionnisme de l'empire du Japon et à la dictature de Tchang Kaï-chek. L'invasion japonaise en Mandchourie, en septembre de la même année, aboutit à unir de nouveau le Kuomintang. En 1935, Hu Hanmin voyage en Europe. Il revient en Chine en janvier 1936, mais meurt d'une hémorragie cérébrale en mai de la même année. 